# William Leveson-Gower (4e baronnet)
William Leveson-Gower, 4e baronnet (c. 1647 – 22 décembre 1691) est un homme politique anglais.

## Biographie
Né William Gower, il est le second fils de Thomas Gower (2e baronnet) et Frances, fille et de Jean Leveson. Il ajoute le nom de famille Leveson au sien, en 1668, quand il hérite de Trentham et Lilleshall Hall de son grand-oncle maternel, Richard Leveson. Il épouse Jane Granville, la fille aînée de John Granville (1er comte de Bath), et ils ont cinq enfants:
- Katherine (1670–?), qui épouse Edward Wyndham (2e baronnet),
- John Leveson-Gower (1er baron Gower) (1675-1709).
- Jane (d. 1725), qui épouse Henry Hyde (4e comte de Clarendon)).
- Richard (décédé célibataire)
- William (décédé célibataire)[1],

Il hérite du titre de baronnet, de son neveu mort sans enfants, en 1689 et est remplacé, deux ans plus tard, par son fils aîné survivant, John.